# Коротаев, Геннадий Константинович
Геннадий Константинович Коротаев (род. 3 июля 1946 года) — советский, украинский и российский учёный-океанолог, член-корреспондент РАН (2016).

## Биография
Родился 3 июля 1946 года.
В 1968 году — окончил механико-математический факультет МГУ.
В 1981 году — защитил докторскую диссертацию.
В 1992 году — присвоено учёное звание профессора.
В 2009 году — избран членом-корреспондентом Национальной Академии Наук Украины.
В сентябре 2015 года — утвержден научным руководителем Морского гидрофизического института (Севастополь).
В 2016 году — избран членом-корреспондентом РАН.

## Научная деятельность
Специалист в области океанологии.
Автор более 370 научных работ, в том числе 10 монографий и 1 авторского свидетельства.
В рамках Национальной академии наук Украины руководил рядом программ по исследованию океанов.
Председатель Ученого Совета МГИ, член редколлегий «Морского гидрофизического журнала», журналов «Геоинформатика» и «Исследования Земли из космоса» РАН.

## Награды
- Государственная премия Украины в области науки и техники (2005 г.).
- Премия Правительства Российской Федерации в области науки и техники (2007 г.).
- Награждён Почетной грамотой и памятным знаком за заслуги перед городом-героем Севастополем.
- Благодарность Президента Российской Федерации (5 февраля 2024 года) — за заслуги в развитии отечественной науки, многолетнюю плодотворную деятельность и в связи с 300-летием со дня основания Российской академии наук[4].